# Ió (àtom)

Enllaç iònic entre el liti (que es converteix en un catió), i el fluor, que es converteix en un anió

Un ió (del grec ἰών, 'ió') és una partícula carregada elèctricament constituïda per un àtom o molècula que no és elèctricament neutre. Conceptualment, això es pot entendre com que, a partir d'un estat neutre d'un àtom o molècula, s'han guanyat o perdut electrons, aquest fenomen es coneix com a ionització.
Quan un àtom perd o guanya electrons, l'espècie formada és un ió i porta una càrrega elèctrica neta. Com que l'electró té càrrega negativa, quan s'afegeixen un o més electrons a un àtom elèctricament neutre, es forma un ió carregat negativament. En perdre electrons es produeix un ió carregat positivament. El nombre de protons no canvia quan un àtom es converteix en un ió.
Els ions carregats negativament, produïts en haver-hi més electrons que protons, es coneixen com a anions (que són atrets per l'ànode) i els carregats positivament, conseqüència d'una pèrdua d'electrons, es coneixen com a cations (els que són atrets pel càtode).

## Variants
Anió i catió signifiquen:
- Anió ('el que va cap amunt') té càrrega elèctrica negativa.
- Catió ('el que va cap avall') té càrrega elèctrica positiva.

Unes definicions més formals són: Un catió és una espècie monoatòmica o poliatòmica que té una o més càrregues elementals del protó. Un anió és una espècie monoatòmica o poliatòmica que té una o més càrregues elementals de l'electró.
Ànode i càtode utilitzen el sufix '-ode', del grec -ots (-οδος), que significa 'camí' o 'via'.
Ànode: ('camí ascendent del corrent elèctric'). És el lloc on es produeix la reacció d'oxidació, que provoca un augment de l'estat d'oxidació.
Càtode: ('camí descendent del corrent elèctric'). És el lloc on es produeix la reacció de reducció que provoca una disminució de l'estat d'oxidació.
Un ió conformat per un sol àtom s'anomena ió monoatòmic, a diferència d'un conformat per dos o més àtoms, que s'anomena ió poliatòmic.
| Element                                      | Primer | Segon | Tercer | Quart | Cinquè | Sisè  | Setè   |
| -------------------------------------------- | ------ | ----- | ------ | ----- | ------ | ----- | ------ |
| Na                                           | 496    | 4560  |        |       |        |       |        |
| Mg                                           | 738    | 1450  | 7730   |       |        |       |        |
| Al                                           | 577    | 1816  | 2744   | 11600 |        |       |        |
| Si                                           | 786    | 1577  | 3228   | 4354  | 16100  |       |        |
| P                                            | 1060   | 1890  | 2905   | 4950  | 6270   | 21200 |        |
| S                                            | 999    | 2260  | 3375   | 4565  | 6950   | 8490  | 11000  |
| Cl                                           | 1256   | 2295  | 3850   | 5160  | 6560   | 9360  | 11000  |
| Ar                                           | 1520   | 2665  | 3945   | 5770  | 7230   | 8780  | 12,000 |
| Energies de ionització successives en kJ/mol |        |       |        |       |        |       |        |

## Energia d'ionització
L'energia d'ionització, també anomenada potencial d'ionització, és l'energia que cal subministrar a un àtom neutre, gasós i en estat fonamental, per a arrencar-li l'electró més feble retingut.
X + 1a energia de ionització → X+ + e-
L'energia necessària per arrencar un segon electró es diu segona energia d'ionització. Així es pot deduir el significat de la tercera energia d'ionització i de les posteriors.
XX+ + 2a energia de ionització → X2+ + e-
L'energia d'ionització s'expressa en electró-volt, joules o en quilojoules per mol (kJ / mol).
1 eV = 1,6.10−19 coulombs × 1 volt = 1,6.10−19 joules
En els elements d'una mateixa família o grup l'energia d'ionització disminueix a mesura que augmenta el nombre atòmic, és a dir, de dalt a baix.
En els alcalins, per exemple, l'element de major potencial de ionització és el liti i el de menor el franci. Això és fàcil d'explicar, ja que en descendir en el grup l'últim electró se situa en orbitals cada vegada més allunyats del nucli i, a més, els electrons de les capes interiors exerceixen un efecte d'apantallament enfront de l'atracció nuclear sobre els electrons perifèrics pel que resulta més fàcil extreure'ls.
En els elements d'un mateix període, l'energia d'ionització creix a mesura que augmenta el nombre atòmic, és a dir, d'esquerra a dreta.
Això es deu al fet que l'electró diferenciador està situat al mateix nivell energètic, mentre que la càrrega del nucli augmenta, de manera que serà més gran la força d'atracció i, d'altra banda, el nombre de capes interiors no varia i l'efecte d'apantallament no augmenta.
No obstant això, l'augment no és continu, ja que en el cas del beril·li i el nitrogen s'obtenen valors més alts que el que podia esperar-se per comparació amb els altres elements del mateix període. Aquest augment es deu a l'estabilitat que presenten les configuracions s2 i s2p3, respectivament.
L'energia d'ionització més elevada correspon als gasos nobles, ja que la seva configuració electrònica és la més estable i, per tant, caldrà proporcionar més energia per arrencar un electró.

## Classes d'ions

### Anions
Article principal: Anió
En els ions negatius, anions, cada electró, de l'àtom originalment carregat, està fortament retingut per la càrrega positiva del nucli. Al contrari que els altres electrons de l'àtom, en els ions negatius, l'electró addicional no està vinculat al nucli per forces de Coulomb, ho està per la polarització de l'àtom neutre. A causa del curt rang d'aquesta interacció, els ions negatius no presenten sèries de Rydberg. Un àtom de Rydberg és un àtom amb un o més electrons que té un nombre quàntic principal molt elevat.

### Cations
Article principal: Catió
Els cations són ions positius. Són especialment freqüents i importants els que formen la major part dels metalls. Són àtoms que han perdut electrons.

### Altres ions
- Un dianió és una espècie que té dues càrregues negatives sobre ella.[7] Per exemple: el Dianió de pentalè és aromàtic.
- Un zwitterió és un ió amb una càrrega neta igual a zero, però que presenta dues càrregues aïllades sobre la mateixa espècie, una positiva i una altra negativa i, per tant, és neutre.[8]
- Els radicals iònics són ions que contenen un nombre irregular d'electrons[9] i presenten una forta inestabilitat i reactivitat.

### Plasma
Article principal: Plasma
S'anomena plasma a un fluid gasós d'ions. Fins i tot, es pot parlar de plasma en mostres de gas corrent que continguin una proporció apreciable de partícules carregades. Es pot considerar a un plasma com un nou estat de la matèria (a part dels estats sòlid, líquid i gasós), concretament el quart estat de la matèria, ja que les seves propietats són molt diferents dels estats usuals. Els plasmes dels cossos estel·lars contenen, de manera predominant, una barreja d'electrons i protons, i s'estima que la seva proporció és del 99,9 % de l'Univers visible.

## Algunes aplicacions dels ions
Els ions són essencials per a la vida. Els ions sodi, potassi, calci i altres tenen un paper important en la biologia cel·lular dels organismes vius, en particular en les membranes cel·lulars. Hi ha multitud d'aplicacions basades en l'ús de ions i cada dia es descobreixen més, dels detectors de fum fins a motors iònics.
Els ions inorgànics dissolts són un component dels sòlids (sòlids totals dissolts) presents en l'aigua i indiquen la qualitat d'aquesta.

## Ions freqüents
| Nom comú            | Fórmula         | Nom tradicional |
| Cations simples     | Cations simples | Cations simples |
| ------------------- | --------------- | --------------- |
| Alumini             | Al3+            | Alumini         |
| Bari                | Ba2+            | Bari            |
| Beril·li            | Be2+            | Beril·li        |
| Cesi                | Cs+             | Cesi            |
| Calci               | Ca2+            | Calci           |
| Crom (II)           | Cr2+            | Cromós          |
| Crom (III)          | Cr3+            | Cròmic          |
| Crom (VI)           | Cr6+            | Percròmic       |
| Cobalt (II)         | Co2+            | Cobaltós        |
| Cobalt (III)        | Co3+            | Cobàltic        |
| Coure (I)           | Cu+             | Cuprós          |
| Coure (II)          | Cu2+            | Cúpric          |
| Gal·li              | Ga3+            | Gal·li          |
| Heli                | He2+            | (partícula α)   |
| Hidrogen            | H+              | (Protó)         |
| Ferro (II)          | Fe2+            | Ferrós          |
| Ferro (III)         | Fe3+            | Fèrric          |
| Plom (II)           | Pb2+            | Plumbós         |
| Plom (IV)           | Pb4+            | Plúmbic         |
| Liti                | Li+             | Liti            |
| Magnesi             | Mg2+            | Magnesi         |
| Manganès (II)       | Mn2+            | Hipomanganós    |
| Manganès (III)      | Mn3+            | Manganós        |
| Manganès (IV)       | Mn4+            | Mangànic        |
| Manganès (VII)      | Mn7+            | Permangànic     |
| Mercuri (II)        | Hg2+            | Mercúric        |
| Níquel (II)         | Ni2+            | Niquelós        |
| Níquel (III)        | Ni3+            | Niquélic        |
| Potasi              | K+              | Potasi          |
| Plata               | Ag+             | Argèntic        |
| Sodi                | Na+             | Sodi            |
| Estronci            | Sr2+            | Estronci        |
| Estany (II)         | Sn2+            | Estanós         |
| Estany (IV)         | Sn4+            | Estànic         |
| Zinc                | Zn2+            | Zinc            |
| Cations poliatòmics |                 |                 |
| Amoni               | NH4+            |                 |
| Hidroni o Oxoni     | H3O+            |                 |
| Nitroni             | NO2+            |                 |
| Mercuri (I)         | Hg22+           | Mercuriós       |

| Nom formal              | Fórmula        | Nom alternatiu |
| Anions simples          | Anions simples | Anions simples |
| ----------------------- | -------------- | -------------- |
| Arsenur                 | As3−           |                |
| Azida                   | N3−            |                |
| Bromur                  | Br−            |                |
| Carbur                  | C4−            |                |
| Clorur                  | Cl−            |                |
| Fluorur                 | F−             |                |
| Fosfur                  | P3−            |                |
| Hidrur                  | H−             |                |
| Nitrur                  | N3−            |                |
| Òxid                    | O2−            |                |
| Peròxid                 | O22−           |                |
| Sulfur                  | S2−            |                |
| Iodur                   | I−             |                |
| Oxoanions               |                |                |
| Arseniat                | AsO43−         |                |
| Arsenit                 | AsO33−         |                |
| Borat                   | BO33−          |                |
| Bromat                  | BrO3−          |                |
| Hipobromit              | BrO−           |                |
| Carbonat                | CO32−          |                |
| Hidrogenocarbonat       | HCO3−          | Bicarbonat     |
| Clorat                  | ClO3−          |                |
| Perclorat               | ClO4−          |                |
| Clorit                  | ClO2−          |                |
| Hipoclorit              | ClO−           |                |
| Cromat                  | CrO42−         |                |
| Dicromat                | Cr2O72−        |                |
| Iodat                   | IO3−           |                |
| Nitrat                  | NO3−           |                |
| Nitrit                  | NO2−           |                |
| Fosfat                  | PO43−          |                |
| Hidrogenofosfat         | HPO42−         |                |
| Dihidrogenofosfat       | H2PO4−         |                |
| Permanganat             | MnO4−          |                |
| Fosfit                  | PO33−          |                |
| Sulfat                  | SO42−          |                |
| Tiosulfat               | S2O32−         |                |
| Hidrogenosulfat         | HSO4−          | Bisulfat       |
| Sulfit                  | SO32−          |                |
| Hidrogenosulfit         | HSO3−          | Bisulfit       |
| Silicat                 | SiO4−4         |                |
| Anions d'àcids orgànics |                |                |
| Acetat                  | C2H3O2−        |                |
| Format                  | HCO2−          |                |
| Oxalat                  | C2O42−         |                |
| Hidrogenoxalat          | HC2O4−         | Bioxalat       |
| Altres anions           |                |                |
| Hidrogenosulfur         | HS−            | Bisulfur       |
| Tel·lurur               | Te2−           |                |
| Amidur                  | NH2−           |                |
| Cianat                  | OCN−           |                |
| Tiocianat               | SCN−           |                |
| Cianur                  | CN−            |                |
| Hidròxid                | OH−            |                |